# Luis Barra
Luis Manuel Barra Villanueva (n. Malloa, 19 de junio de 1958) es un administrador de empresas y político chileno, miembro del Partido por la Democracia (PPD). Fue alcalde de Malloa entre 1996 y 2004, 2008 y 2016; y gobernador de la Provincia de Colchagua entre 2017 y 2018.

## Biografía
Nació en la comuna de Malloa, el 19 de junio de 1958. Está casado con María Paz García Reyes desde 1982, y es padre de Luis, Luz y Pilar.
Es administrador de empresas de profesión, y en 1980 ingresa al servicio público, como funcionario en el municipio de Malloa. En 1996 es electo alcalde de esa comuna, iniciando sus funciones aquel 6 de diciembre y hasta misma fecha del año 2004. Tras ello cumple funciones en la Municipalidad de Rengo y desde el año 2006 al 2008 asume como Jefe de la Unidad Regional de la Subsecretaría de Desarrollo Regional (Subdere).
En 2008 vuelve a ser electo como alcalde de la comuna de Malloa y es reelegido en el cargo por el periodo 2012–2016. Durante su desempeño como alcalde, asume a elección de sus pares como presidente de la MURO’H (Asociación de Municipalidades de la Región de O’Higgins).
En enero de 2017, la Presidenta Michelle Bachelet Jeria, lo nombra como Gobernador de la Provincial de Colchagua. Desempeña esa función hasta el 11 de marzo de 2018, mes en que es nombrado secretario general de la Corporación Municipal de San Fernando (CORMUSAF).